# Akad (mesto)
Akad je bilo glavno mesto Akadskega kraljestva, ki je bilo prevladujoča politična sila v Mezopotamiji ob koncu tretjega tisočletja pred našim štetjem. Obstoj Akada je znan le iz besedilnih virov, njegova lokacija pa še ni znana, čeprav so znanstveniki predlagali že več različnih lokacij. Najnovejši predlogi kažejo na lokaciji vzhodno od Tigrisa.

## Akad v pisnih virih
Preden je bil Akad opredeljen v mezopotamskih klinopisnih besedilih, je bilo mesto znano le iz Geneze 10:10, kjer je zapisano אַכַּד (Accad). Mesto Akad se omenja več kot 160-krat v klinopisnih virih, ki segajo v akadsko obdobje (2350 - 2170 in 2230 - 2050 pred našim štetjem, v skladu Kratko Kronologijo Bližnjega vzhoda)). Ime mesta se črkuje kot a-ga-dè ali URI, kar različno prevajajo v angleščino kot Akkad, Akkade ali Agade.
Etimologija a-ga-dè je jasna, ne pa akadski izvor. Sumerski, hurrianski in Lullubeanski etimologi imajo druge predloge. Ne akadski izvor imena mesta kaže, da je bilo lahko na tem mestu naselje že pred zasedbo Sargona. Napis na kipu Bassetki pravi, da so prebivalci Akada zgradili tempelj za Naram-Sina, potem ko je zatrl upor.
Glavna boginja Akad je bila Ištar, ki se je imenovala Aštar-annunîtum ali bojevita Ištar in ki je bila sumerska boginja Inanna. Njen mož Ilaba bil cenjen tudi v Akadu. Ištar in Ilaba so kasneje častili v Sipparju v Stari babilonski dobi.

## Lokacija Akada
Lokacija Akad ni znana, a so v vseh teh letih raziskovalci podali več predlogov. Ker je veliko starejših naselij od Akada ob Evfratu, novejše razprave navajajo, da je najbolj verjetno, da mesto leži ob reki Tigris. Opredelitev Akada s Sippar ša Annunîtum (sodobni Tell ed-Der), ki se nahaja vzdolž kanala nasprotni Sippar ša Šamaš (Sippar, danes Tell Abu Habba) je bila zavržena, ker temelji na spornih klinopisnih virih. Nabonidus, zadnji babilonski kralj, je omenil obnovo templjev v Sippar ša Annunîtum in Akadu v istem besedilu, kar pomeni, da sta bila v resnici ločena kraja. Kombinirana analiza klinopisa, topografske in arheološke raziskave arheologa Harveya Weissa kažejo, da je Akad sodobni Ishan Mizyad, 5 km severozahodno od Kisha. Izkopavanja so pokazala, da datira Ishan Mizyad v obdobju tretje dinastije iz Ura in ne iz akadskega obdobja.
Novejše razprave so bile osredotočene na lokaciji vzdolž ali vzhodno od Tigrisa. Analiza, ki jo izdelal Christophe Wall-Morana okoli 90 klinopisnih plošč besedila, ki omenjajo mesto Akad je opozoril na lokacijo v bližini sotočja reke Diyala s Tigrisom. Wall-Morana uporablja nadaljnje zgodovinske in arheološke podatke, ki kažejo na Tell Muhammad v jugovzhodnem predmestju Bagdada kot najverjetnejšega kandidata za Akad. Arheološke raziskave na tem mestu doslej niso uspele najti karkoli iz akadskega obdobja. Asiriologist Julian Reade je predlagal, da se Akad morda nahaja na Qadisiyeh, proti severu ob reki Tigris. Na tem mestu, severno od mesta Samara in južno, kjer se reka Adheim pridruži Tigrisu, so našli fragment starega akadskega kipa - sedaj v Britanskem muzeju. Ugotovili so, da bi bil, če bi bil popoln, največji svoje vrste. Njegov predlog za določitev Akada v Qadisiyeh podpira nekoliko zgodnejši pregled Asiriologista Aage Westenholza, ki je prav tako sklenil, da je treba Akad iskati blizu sotočja reke Adheim in Tigrisa.

## V Bibliji
Akad je omenjen v biblijskem poročilu v Genezi, kjer je navedeno kot eno od Nimrudovih mest (usp. Post 10,10).